# Fuerza de reserva

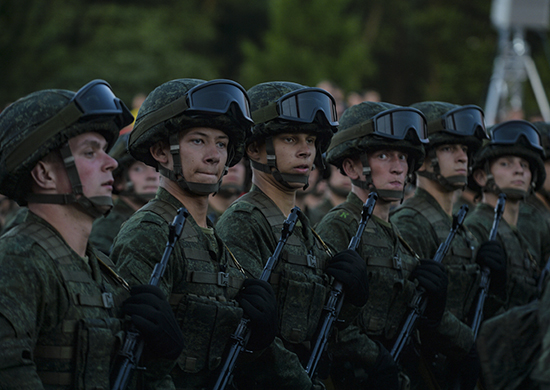
Soldados del ejército territorial de Bielorrusia.

Una fuerza de reserva militar es una organización militar integrada por ciudadanos de un país que combinan un papel militar con una carrera civil. Ellos normalmente no se mantienen en armas y su principal función es estar a disposición de lucha de una nación cuando se movilice para una guerra total, en apoyo a una grave emergencia o en defensa contra una invasión. Las fuerzas de reserva por lo general no son considerados parte de un órgano permanente de las fuerzas armadas.
La existencia de fuerzas de reserva permite a una nación reducir sus gastos militares al tiempo que se mantiene una fuerza preparada para la guerra. Es análogo al modelo histórico de reclutamiento militar antes de la era de los ejércitos permanentes.
En algunos países, como Estados Unidos, España y el Reino Unido, los miembros de las fuerzas de reserva son civiles que mantienen sus habilidades militares, por lo general, un fin de semana al mes. Podrán acceder a ellos como individuos o como miembros de los regimientos de reserva permanentes, por ejemplo, el Ejército Territorial del Reino Unido. En algunos casos, una milicia podría constituir parte de las fuerzas de reserva militar, como la Guardia Nacional de Estados Unidos. Una Guardia Nacional es un tipo específico de fuerza de reserva que solo puede activarse en caso de grave emergencia o invasión.
En otros países, como Taiwán, Corea del Sur e Israel, el servicio en la reserva es voluntario u obligatorio para ciertas personas un cierto número de años después de haber completado el servicio nacional. El caso del Cuerpo de Profesionales Oficiales de Reserva de las Fuerzas Militares de Colombia, que convoca a ciudadanos con carreras universitarias que prestan voluntariamente servicios de apoyo al desarrollo económico y social de territorios con presencia débil del Estado.

## Uso de reservas
Las Reservas son empleadas de muchas maneras. En tiempos de guerra pueden ser usadas para proporcionar reemplazos a las pérdidas en el combate, permitiendo así que estos permanezcan en el campo de batalla por más tiempo. También se pueden utilizar para formar nuevas unidades y formaciones para aumentar el ejército regular. Además, los reservistas pueden realizar tareas tales como la Guarnición de aduana, la dotación de Defensa antiaérea, la seguridad interna y vigilancia de los puntos importantes, tales como almacenes, campamentos de prisioneros de guerra, los nodos de comunicaciones, bases aéreas y marítimas y otras esferas vitales, por lo tanto, pudiendo liberar las tropas regulares para el frente. Las combinaciones de estas tareas también pueden ser utilizados.
En tiempo de paz, los reservistas pueden ser utilizados en tareas de seguridad interna, y de socorro en casos de desastre, evitando la dependencia de las fuerzas militares regulares, y, en muchos países en los que las funciones militares están restringidas fuera del área de guerra, los reservistas están específicamente exentos de estas restricciones.